# Butjadingen
Butjadingen är en halvö i Nordsjön mellan Jadebusen och Wesers mynning i Tyskland. Butjadingen är även en kommun i distriktet Wesermarsch, belägen mellan städerna Wilhelmshaven och Bremerhaven. Kommunen har cirka 
6 000 invånare.

## Geografi
Butjadingen ligger på det nordtyska låglandet vid Nordsjön. Området präglas av marskland

## Historia
Halvön bildades genom kraftiga stormfloder på medeltiden. Butjadingen var tidvis en bonderepublik och har därefter behärskats av Ostfriesland, Bremen och slutligen Oldenburg.
Ett flertal orter i området har förstörts i samband med stormfloder. Vid julstormfloden 1717 dog en tredjedel av områdets befolkning. Efter julstormfloden förstärktes skyddsvallarna och Butjadingen blev åter en halvö med förbindelse med fastlandet.
Den nuvarande kommunen Butjadingen bildades i samband med kommunreformen 1974 då Langwarden, Burhave och Stollhamm slogs samman till en kommun med Burhave som huvudort.

## Näringsliv
I dag präglas Butjadingen av turism, jordbruk och fiske. Viktiga turistorter är Tossens, Burhave, Eckwarderhörne, Ruhwarden och Fedderwardersiel. I kommunen finns många cykelvägar. Delar av kommunen ingår i Nationalpark Niedersächsisches Wattenmeer. I Fedderwardersiel finns ett informationscentrum för nationalparken.

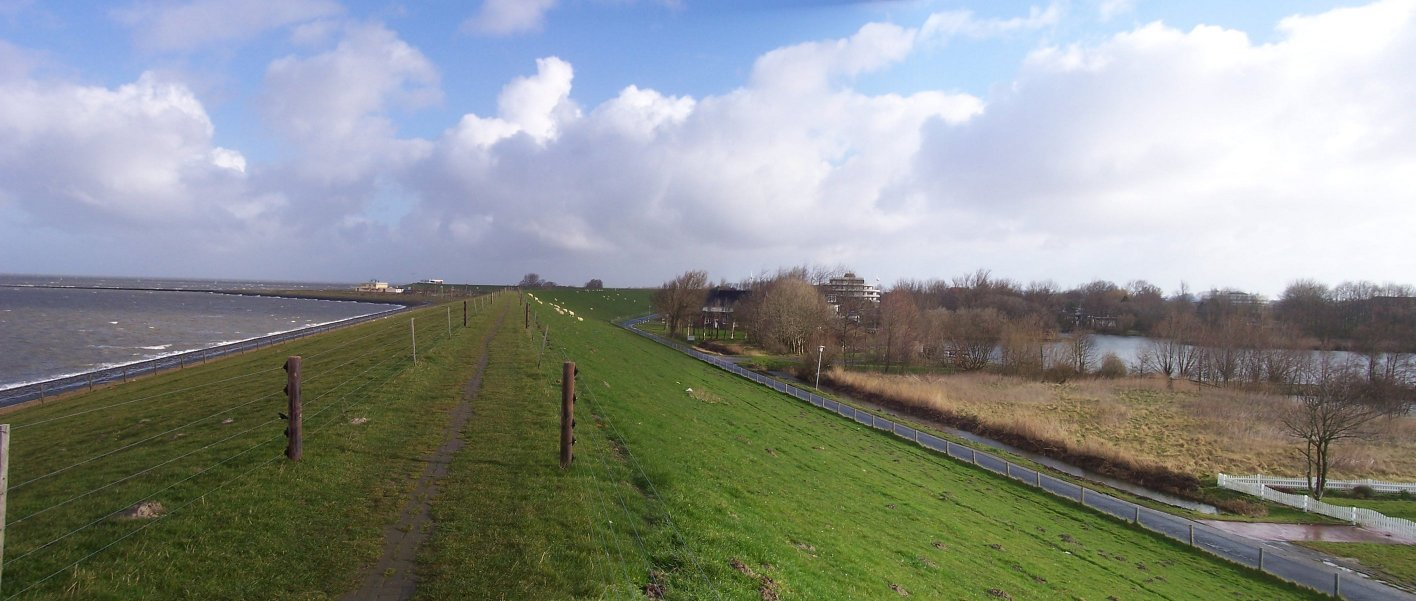
Skyddsvall vid Tossens
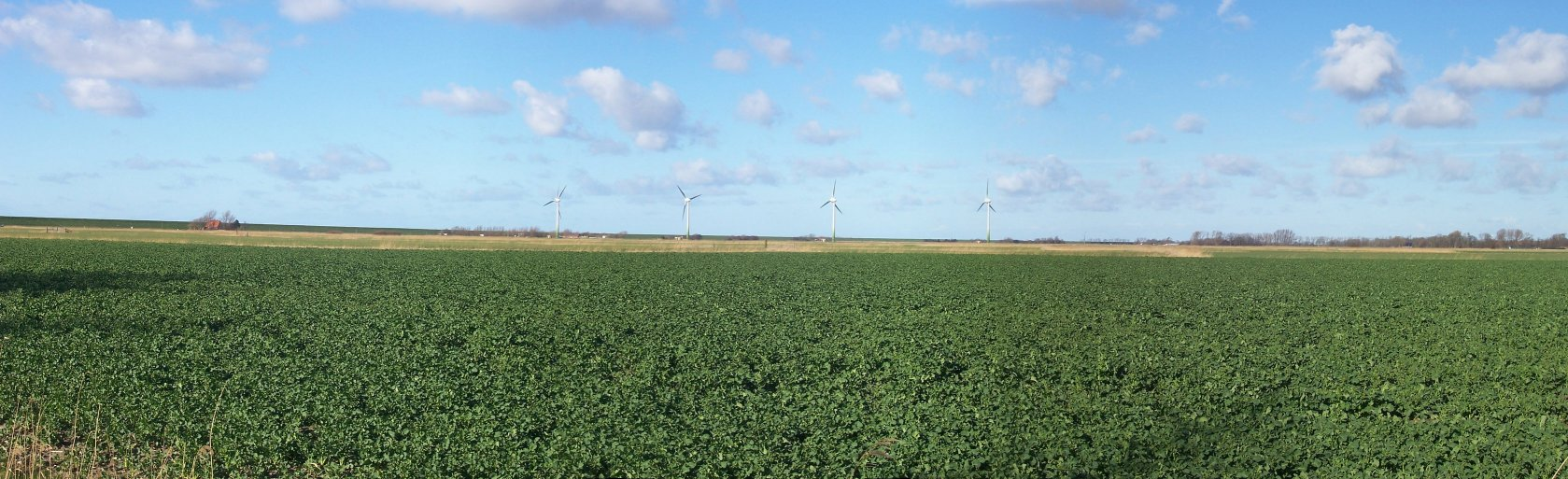
Tossens
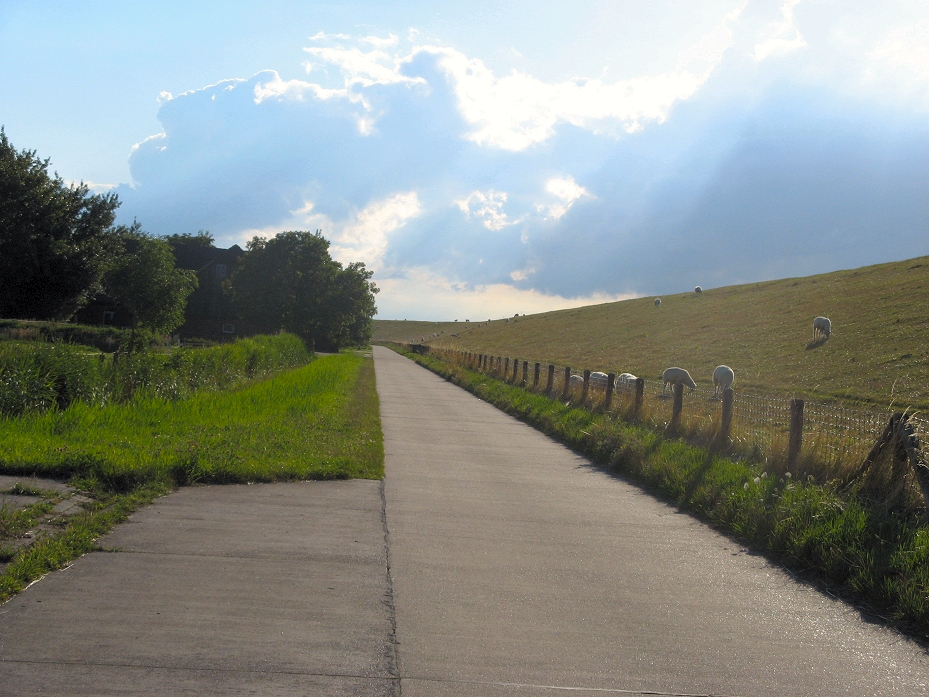
Cykelväg längs skyddsvallen mot havet
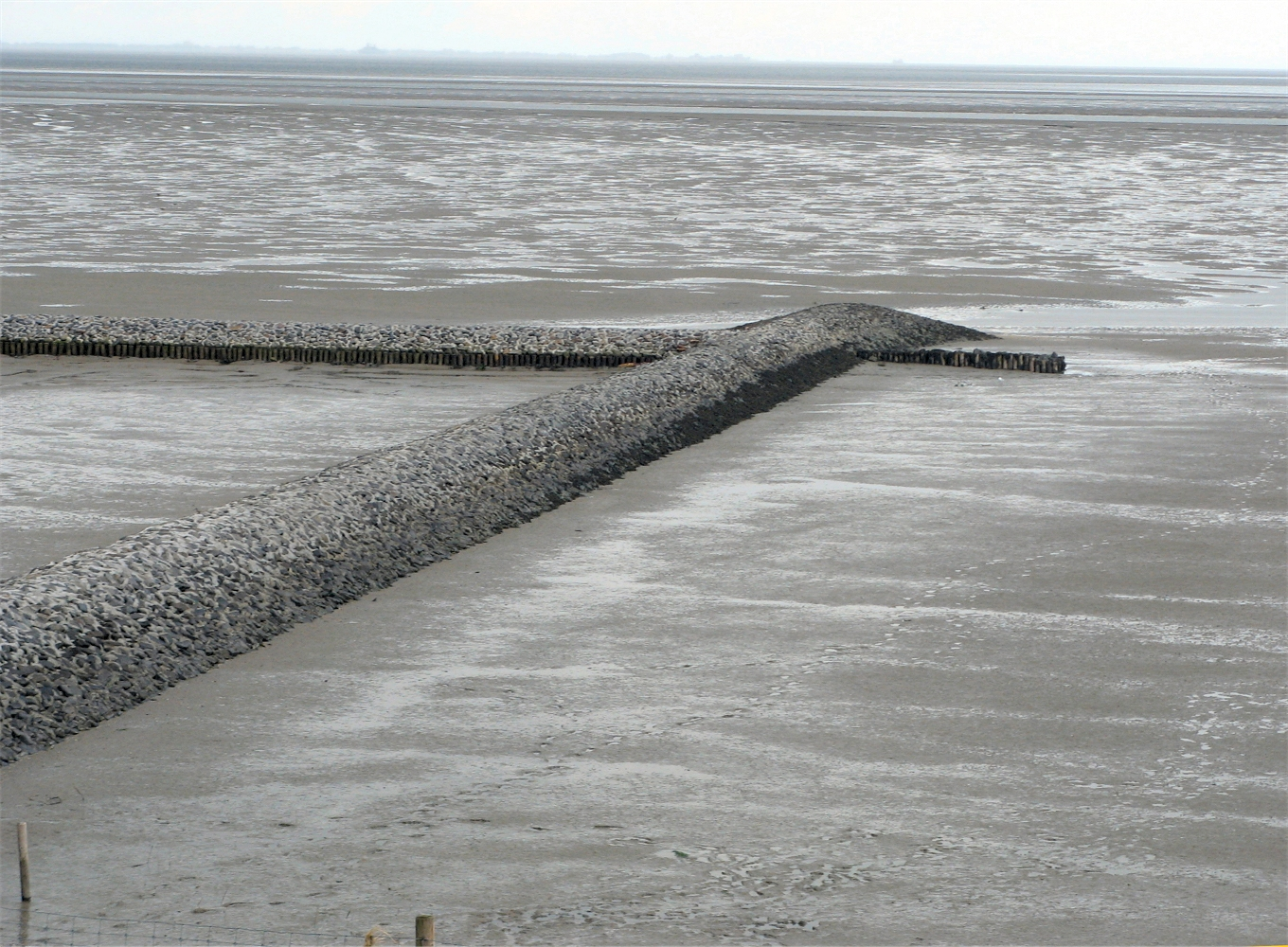
Vadehavet vid ebb
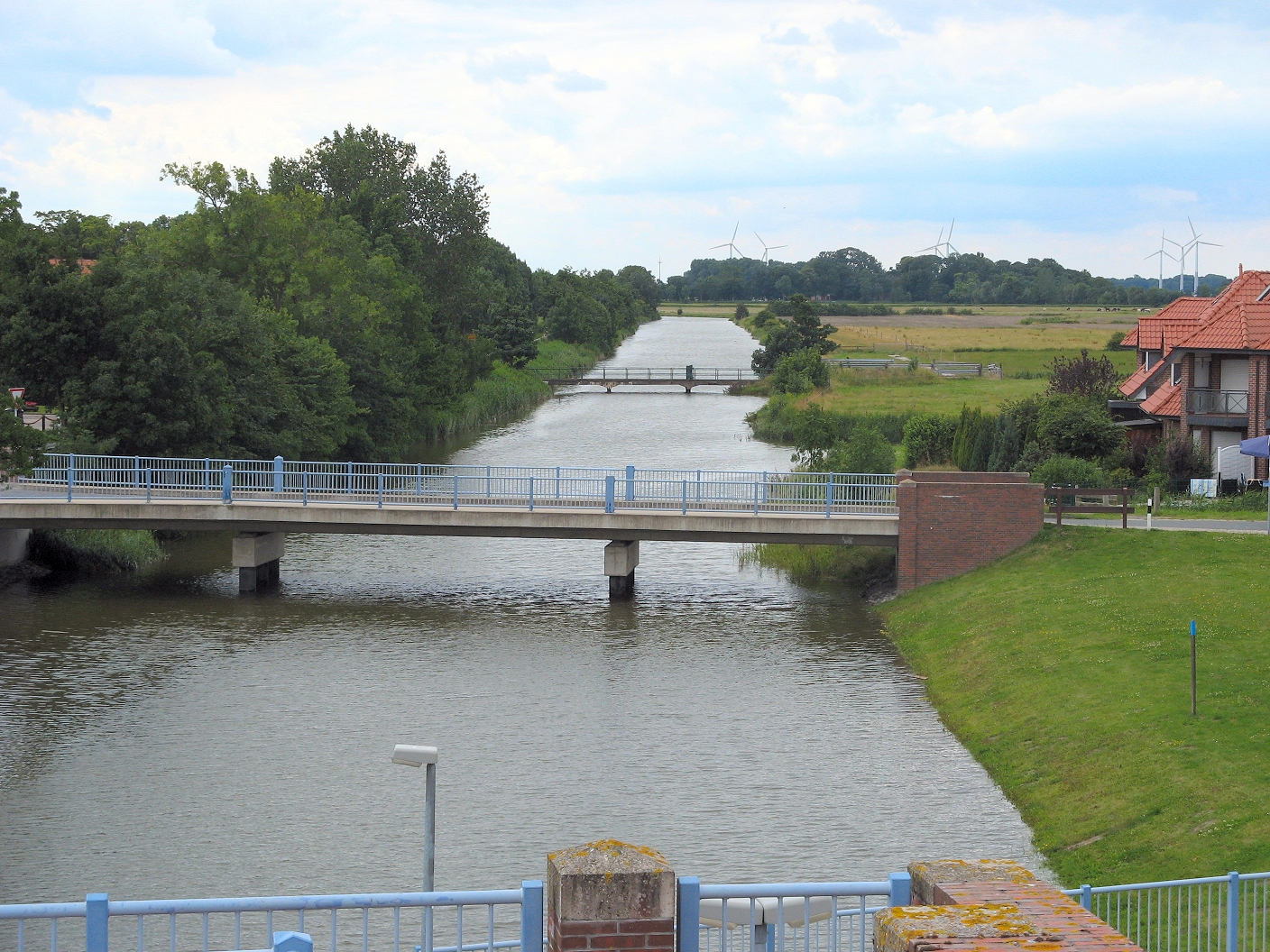
Avvattning sker bland annat genom kanaler
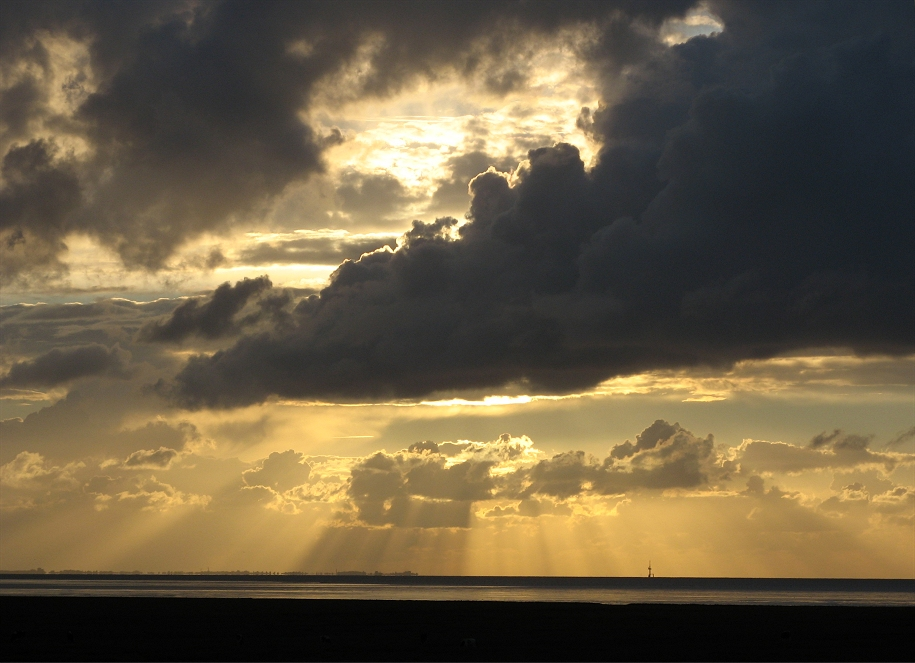
Butjadingen efter oväder
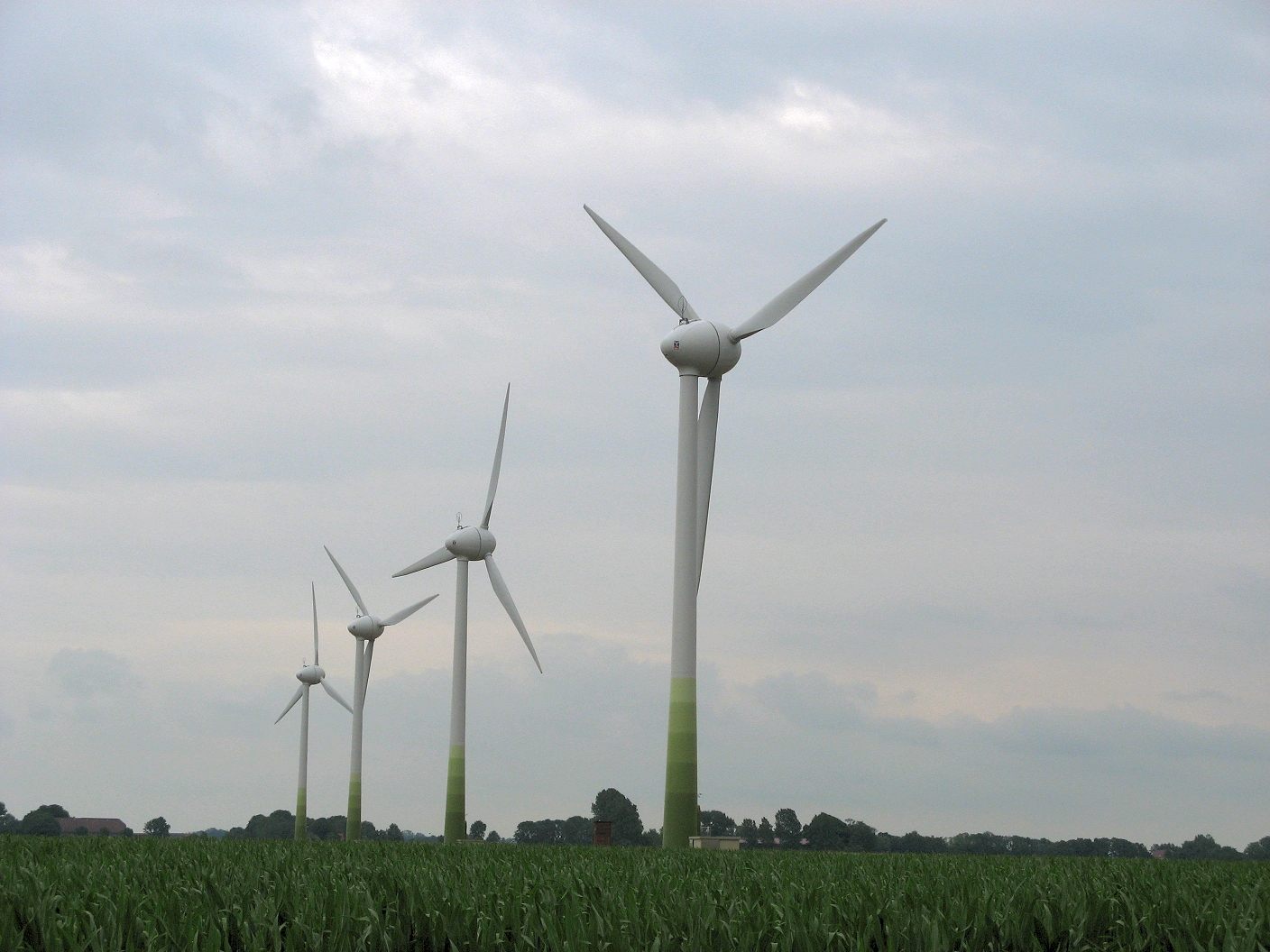
Vindkraftverk
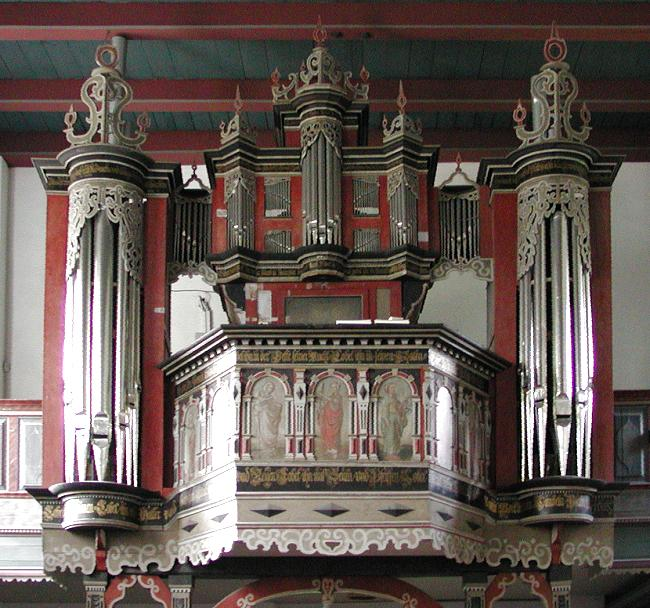
Orgel i St. Laurentiuskyrkan